# Битва у затоці Албермарл
36°00′32″ пн. ш. 75°47′06″ зх. д. / 36.008888888889° пн. ш. 75.785° зх. д.

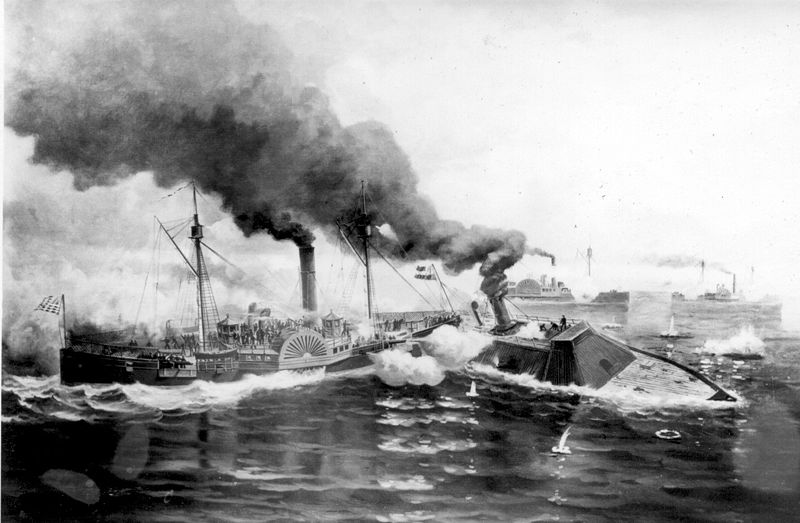
USS Sassacus намагається таранити CSS Albemarle під час битви у затоці Албемарл

Битва у затоці  Альбемарле Саунд — зіткнення без вирішальних результатів, яке відбулося у травні 1864 року поблизу узбережжя Північної Кароліни під час Громадянської війни у США.  Трьом бойовим кораблям Конфедерації, включаючи броненосець, протистояли вісім канонерських човнів Союзу. Битву припинив захід сонця. 

## Контекст
У квітні 1864 р. Армія Конфедерації за допомогою CSS Albemarle змусила здатися  гарнізон у Плімуті. Роберт Хок, командувач армії конфедерації у Північній Кароліні, підбадьорений власним успіхом у Плімуті, намагався повернути також Новий Берн, який знаходився під контролем сил Союзу з початку 1862 року. Плануючи атаку на Нью Берн, Хок знову розраховував  на підтримку "Альбемарла", яка була вирішальним чинником у битві при Плімуті. 

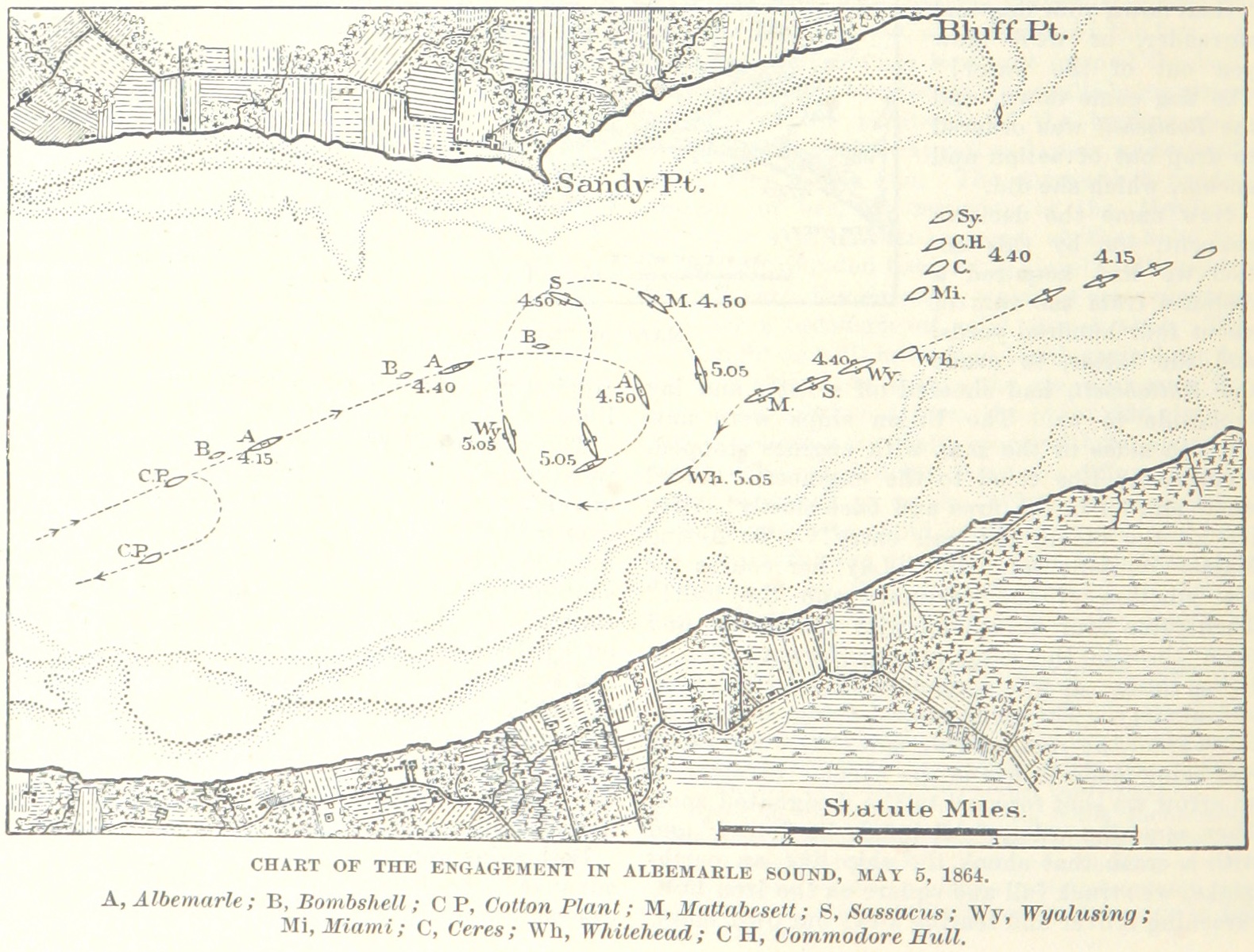
Схема битви

Джеймс У. Кук, капітан "Албемарла", виплив з Плімуту на початку травня 1864 року разом із трофейним пароплавом CSS Bombshell та транспором CSS Cotton Plant. Рушивши на південь до Нового Берна, Кук наштовхнувся на кораблі Союзу у гирлі затоки Абермарл, якими командував капітан Меланктон Сміт.  Ескадра північан складалася з двосторонніх (могли однаково вільно рухатися вперед чи назад) канонерських човнів USS Mattabasett, USS Sassacus, USS Wyalusing та USS Miami, перереблених з паромів USS Commodore Hull, USS Ceres, USS Whitehead та USS Isaac N. Seymour.  Коли кораблі Конфедерації були помічені, "Маттабасет", "Сассук", "Вайтхед" і "Ваялузінг" негайно сформували лінію бою, яку підтримували "Маямі", "Комодор Халл" і "Церес". "Албемарл" відкрив вогонь першим, поранивши шість чоловік, які обслуговували на  "Маттабасет" одну з двох встановлених на канонерському човні  100-фунтових нарізних гармат Паррота. "Маттабессет", "Вайтхед" і "Ваялузінг" відкрили вогонь майже одночасно. Тоді "Альбемарл" намагався протаранити "Маттабесетт", але колісний пароплав зумів уникнути тарану броненосця. Натомість ворожий броненосець обстріляв "Сассак" бортовим залпом 9-ти дюймових (229 міліметрових гармат). Однак 100-фунтові ядра цих гармат відскочили від броні каземату "Абермарла". Натомість, "Бомбшелл", не маючи броньованого захисту, діставав важкі ушкодження від кожного влучання і вимушений був здатися USS Sassucus  "Коттон Плант" відступив вгору по течії Роанок, і "Албемарл" продовжив боротьбу наодинці.  
Сміт, незважаючи на перевагу в кількості, міг завдати лише незначних ушкоджень єдиному кораблю Конфедерації. Снаряди рикошетили від бортів "Альбемарла" Лейтенант-командер Френсіс Асбері Роу із "Сассука", наблизившись до "Албемарла" на відстані близько 400 ярдів (370 метрів) вирішили протаранити його. У результаті таранного удару, який вразив ворожий броненосець у борт, корабель Союзу розтрощив власний дерев'яний ніс та погнув свій бронзовий таран. Обидва кораблі залишилися зчепленими разом. Оскільки  "Сассук" майже торкався цівок нарізних гармат Брука, встановлених на броньованому тарані, екіпаж останнього швидко вистрілив двома нарізними снарядами, один з яких пробив котли "Сассука". Попри те, що розпечена пара оповила канонерський човен, він все ж зумів від'єднатися і відступити. Втім "Сассак" був надто пошкоджений для продовження бою і відрейфував вниз по річці. "Маямі" спочатку спробував використовувати жердинну мінну, а потім накинути на гребні гвинти і стерно парового тарана конфедератів барана невід, але жодна зі спроб знешкодити броненосець не вдалася. 
"Маттабасетт" і "Ваялузінг"  продовжили бій з броненосцем. Але за три години бій припинився внаслідок настання темряви.  Під час бою більше 500 снарядів було випущено по "Албемарлу". З видимими ушкодженнями димової труби та інших незахищених бронею ділянок, броненосець відступив назад, вгору по річці Роанок. "Комодор Халл" і "Церес" рушили до гирла річки з метою запобігти повторним спробам прориву "Альбемарла" у затоку.

## Наслідки
Сама по собі битва завершилася патовою ситуацією. Але подальші події мали більш визначальні наслідки. "Албемарл" вистояв проти переважаючої кількості кораблів противника, але ушкодження, спричинені під час битви, змусили броненосець залишатися у порту впродовж наступних кількох місяців. Це виключило можливість підтримки "Албемарлом" наступу генерала Хока на Новий Берн. Хок продовжував свою кампанію навіть за таких умов. Наступ не приніс успіхів, а потім сили генерала відкликали до Вірджинії, щоб допомогти захистити Пітерсбург та Річмонд. Броненосець, який забезпечував контроль Конфедерації над річкою Роанок, став ціллю рейду під керівництвом лейтенанта Вільяма Б. Кушинга, у ході якого підірвали жердинну міну під корпусом "Албемарла". Відступ сил Хока та знищення "Албемарла" дозволили північанам повернути і Плімут, і Вашингтон (Північна Кароліна).

## Додаткова література
- Chaitin, Peter M., редактор, The Coastal War: Chesapeake to the Rio Grande (1984)